# Rusty Bluff
Das Rusty Bluff (englisch für Rostige Klippe) sind bis zu 225 m hohe und markante Felsenkliffs auf Signy Island im Archipel der Südlichen Orkneyinseln. Die Formation ragt auf der Westseite des Paal Harbour auf.
Der Falkland Islands Dependencies Survey nahm 1947 Vermessungen vor und benannte die Kliffs deskriptiv nach ihrer rostroten Färbung.